# José Carlos de Sousa Lobo
José Carlos de Sousa Lobo (Porto Alegre, 11 de outubro de 1875 — Porto Alegre, 18 de outubro de 1935) foi um escritor e jornalista brasileiro.

## Biografia
Em 1900, Sousa Lobo entrou na então recém-fundada Faculdade Livre de Direito de Porto Alegre, fazendo parte da primeira turma de alunos. Escreveu sob os pseudônimos de João Crisóstomo, José Matias e Luís Mendes. Foi um dos fundadores da Academia Rio-Grandense de Letras, da qual é um dos patronos.
Trabalhou inicialmente no Jornal do Comércio, mas se transferiu para o Correio do Povo, quando este foi inaugurado em 1895.
Junto com Mário Totta e com Paulino Azurenha, Sousa Lobo criou a novela de caráter naturalista Estrychnina, escrita em 1897.

## Referência
- MORAES, Adriana dos Santos. Em novela de 1897, uma imagem da cidade em direção à modernidade. Estrychnina: na Porto Alegre do final do XIX, o moderno se envenena de desejo. Dissertação de Mestrado. PUCRS, Porto Alegre, 2006.
- COUTINHO, Afrânio; SOUSA, J. Galante de. Enciclopédia de literatura brasileira. São Paulo: Global.